# 套叶兰
套叶兰（学名：Hippeophyllum sinicum），为兰科套叶兰属下的一个植物种。其种加词sinicum，意为“中华的”。